# ハンドレページ ハーミーズ
ハンドレページ ハーミーズ
エアサファリズのハンドレページ ハーミーズ IV マンチェスター空港にて（1961年）
- 用途：旅客機
- 製造者：ハンドレページ
- 初飛行：1945年12月2日
- 生産数：29機
- 運用開始：1950年8月6日

ハンドレページ ハーミーズ（Handley Page HP 81 Hermes）は、1940年代と1950年代に英国のハンドレページ社が製造した民間旅客機である。同社のヘイスティングス軍用輸送機と近しい関係のハーミーズは4発の低翼単葉機であり、29機製造されて1950年代初期に英国海外航空（BOAC）に短期間就航した後で幾つかのチャーター航空会社で使用された。

## 設計と開発
ハーミーズは1944年に英航空省が発行したファーストクラス34座席かツーリスト・クラス50座席の与圧キャビン付民間旅客機の仕様に合致するように製造され、同時期に英空軍がハンドレページ ハリファックスの代替となる新型輸送機の要求に応えたものがよく似たヘイスティングスであった。従来の尾輪式降着装置のヘイスティングスとは異なりハーミーズは首車輪式降着装置になるように計画されていたが最初の試作機2機は尾輪式であった。製造された2機の試作機の初号機は非与圧の「ドンガラ」であったが、試作2号機は与圧式胴体のフル装備であった。ハーミーズはヘイスティングスよりも先に就航する予定であったが、試作初号機（HP 68 ハーミーズ I、登録記号：G-AGSS）が1945年12月2日の初飛行で墜落したことにより製造は遅延した。民間型ハーミーズの開発は試作初号機の墜落の原因となった機体の不安定を解決するために遅れ、この問題を解消するために胴体が延長された試作2号機（HP 74 ハーミーズ II、登録記号：G-AGUB）が1947年9月2日に初飛行を行った。
一方では、BOAC向けに2,100 hp (1,570 kW) のブリストル ハーキュリーズ 763 星型エンジンと首車輪式の降着装置を装備した決定版のHP 81 ハーミーズ IVが25機とターボプロップエンジンのブリストル シーシュースを装備したハーミーズ Vが2機発注された。

## 運用の歴史

### 航空会社による運用

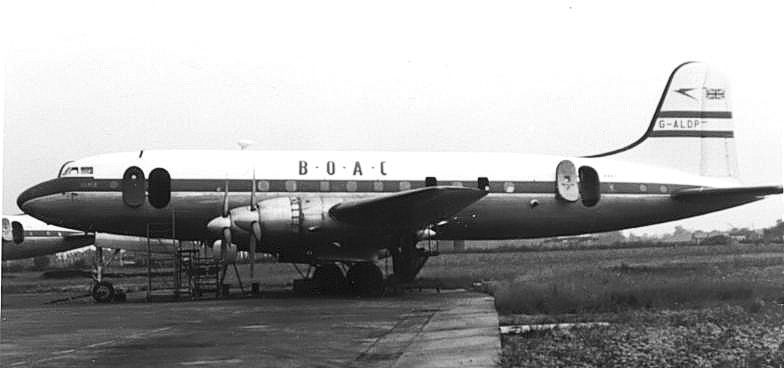
BOACのハーミーズ IV（1953年、ヒースロー空港）

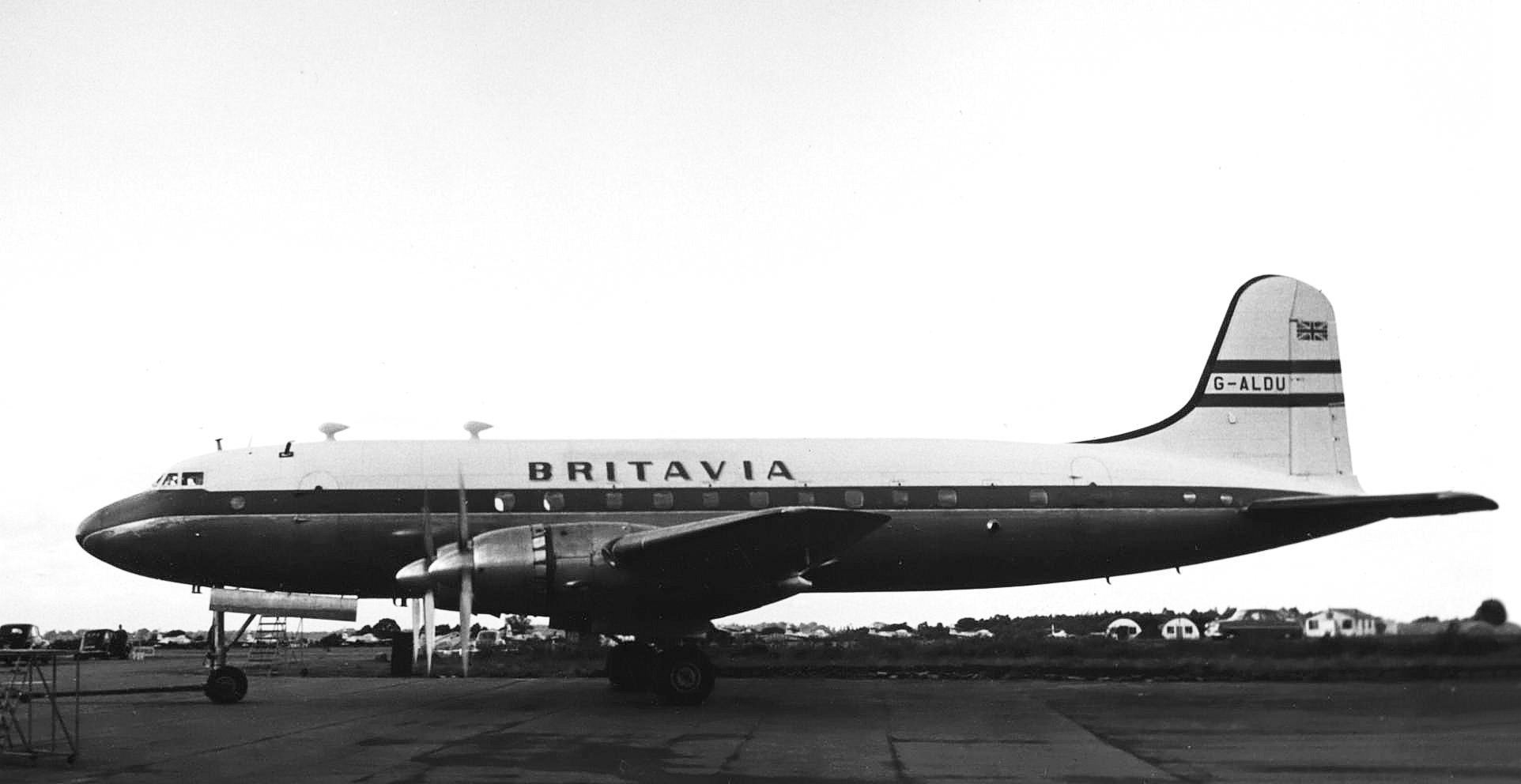
ブリタヴィアのハーミーズ IV（1954 年、ブラックブッシュ空港）

ハーミーズ IVの初号機（登録記号：G-AKFP）の初飛行が1948年9月5日に行われる一方で、生産は早々と立ち上がったが初期の機体はヘイスティングスの部品を使用したために重量過大となり、当初BOACから受領を拒否された。
ハーミーズ IVは1950年8月6日にようやくBOACに就役し、アブロ ヨークの後を引き継いでトリポリ、カノ、ラゴス経由でアクラまでの西アフリカ路線に就航し、その年の末までにケニアと南アフリカ共和国への路線でも飛び始めた。BOACが運航したハーミーズ IVは西と南アフリカ路線で使用されたが、1952年には早々とこれらの機体は信頼性の高いカナディア アーゴノートに代替された。しかしながらデ・ハビランド DH.106 コメットが飛行停止となると1954年7月に再度路線に復帰し、12月まで使用された。
これがハーミーズの旅客航路での最後の使用ではなく、余剰機は独立系のチャーター航空へ売却され、1952年にエアワークが4機を購入し、その他はブリタヴィアとスカイウェイズで主に兵員輸送業務に使用された。これらの機体の多くはオリジナルのハーキュリーズ 763が使用するものよりも低オクタンの燃料が使用できるハーキュリーズ 733エンジンを装着しハーミーズ IV Aと命名されたが、燃料の供給状況が改善されると標準型ハーミーズ IV仕様に戻された。エア・リンクス（Air Links）が使用していた最後のハーミーズは1964年12月13日に引退し、その9日後に廃棄処分にされた。

### 開発機

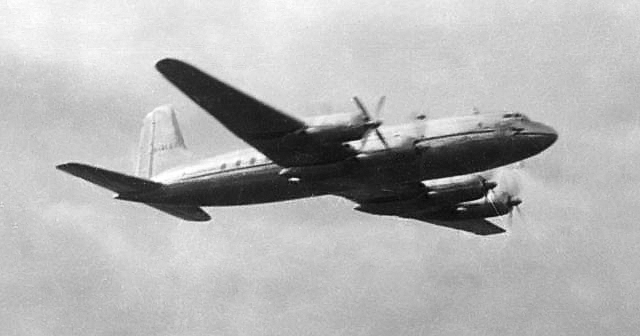
1950年にファーンボローで開催されたSBAC航空ショーでのハーミーズ V G-ALEU機。シーシュース ターボプロップエンジンの細いエンジンナセルに注意。

ターボプロップエンジンを搭載した2機のハーミーズ Vが軍需省から発注され、1949年8月に初飛行を行った。これらはブリストル シーシュース エンジンの開発ために使用された。最初の機体は1951年4月10日にチルボルトン飛行場で降着装置を出さずに着陸して失われたが、2号機はボスコム・ダウンのA&AEEとファーンボローのRAEで1953年9月まで飛行テストが続けられた。試作機のハーミーズ IIは1953年10月に「VX234」という軍の登録記号を与えられ、ウスターシャー デフォードの王立レーダー研究所用の空中レーダーのテストを含む各種研究/開発に使用された。この機体は最終的には1969年に退役し、最後のハーミーズとなった。
ハーミーズ IVの胴体（元BOACの機体で登録記号G-ALDG、「ホルサ号」）がダックスフォード帝国戦争博物館に保存されている。

## 派生型
29機全機がイングランド、ハートフォードシャーのラドレット飛行場で製造された。
H.P.68 ハーミーズ I
1,650 hp (1,230 kW) のブリストル ハーキュリーズ 101 星型エンジンを装着した試作機、1機製造。
H.P.74 ハーミーズ II
1,675 hp (1,249 kW) のブリストル ハーキュリーズ 121 星型エンジンを装着し、13 ft (4.57 m) 長い胴体を持つ試作機、1機製造。
H.P.81 ハーミーズ IV
2,100 hp (1,570 kW) のブリストル ハーキュリーズ 763 星型エンジンを装着し、首車輪式降着装置に変更した量産型。25機製造。
H.P.81 ハーミーズ IV A
100オクタン燃料が使用できるハーキュリーズ 733 星型エンジンを装着したハーミーズ IVの改造型。ほとんどがハーミーズ IV仕様に戻された。
H.P.82 ハーミーズ V
4基の2,490 hp (1,860 kW) のブリストル シーシュース 502 ターボプロップエンジンを装着した開発機。2機製造。

## 運用
バハマ
- バハマ航空（Bahamas Airways）

 クウェート
- クウェート航空

 レバノン
- ミドル・イースト航空

 イギリス
- エア・リンクス（Air Links）
- エア・サファリ（Air Safaris）
- エアーワーク（Airwork）
- ブリタヴィア（Britavia）
- 英国海外航空（BOAC）
- ファルコン航空（Falcon Airways）
- 王立レーダー研究所
- シルバーシティ航空（Silver City Airways）
- スカイウェイズ（Skyways）

## 事故と事件
- 1945年12月3日 - ハーミーズの試作機ハーミーズ I G-AGSS 機が初飛行時にラドレット飛行場を離陸直後3マイル先で墜落した。ハンドレページ社のテストパイロット2名が死亡した。

- 1952年5月26日 - トリポリからカノに向かうBOACが運航するハーミーズ IV G-ALDN (Horus) が数時間に渡り航空路から外れ燃料切れを起こし、アタール南のサハラ砂漠に不時着した。乗客、乗員全員が生存し、オアシスにたどり着くまでの数日間を砂漠で過ごした。墜落時に頭部に重傷を負った副操縦士のテッド・ハサム（Ted Haslam）がそこで死亡した[11]。

- 1956年3月4日 - スカイウェイズ社が運航するハーミーズ IV G-ALDW 機が荷物室内の爆発により地上で破壊された。キプロスのニコシア空港でこの機体が爆発した（時限爆弾により）のは68名の乗客を乗せて英国へ向け出発する20分前であった[12]。

- 1956年11月5日 - ブリタヴィアが運航するハーミーズ IVA G-ALDJ 機が悪天候の中イングランドのブラックブッシュ空港に夜間の着陸進入中に墜落した。80名の搭乗者の内7名が死亡した[13]。

## 要目
(ハーミーズ IV) The Encyclopedia of World Aircraft 
- 乗員：7名
- 搭載量：旅客40 - 82名
- 全長：29.52 m (96 ft 10 in)
- 全幅：34.45 m (113 ft)
- 全高：9.15 m (30 ft)
- 翼面積：130.85 m² (1,408.0 ft²)
- 空虚重量：25,159 kg (55,350 lb)
- 最大離陸重量：39,092 kg (86,000 lb)
- エンジン：4 × ブリストル ハーキュリーズ 763 星型エンジン、2,100 hp (1,566 kW)
- 最大速度：567 km/h (350 mph, 304 kn)
- 巡航速度：437 km/h (270 mph, 234 kn) / 20,000 ft
- 巡航高度：7,470 m (24,500 ft)
- 航続距離：3,242 km (2,000 mi) with 14,125 lb (6,420 kg) payload
- 上昇率：314 m/min (1,030 ft/min)

### 参考書籍
- Barnes, C. H. Handley Page Aircraft Since 1907. London: Putnam, 1976. ISBN 0-370-00030-7.
- Barnes, C. H. Handley Page Aircraft Since 1907. London: Putnam & Company, Ltd., 1987. ISBN 0-85177-803-8.
- Clayton, Donald C. Handley Page, an Aircraft Album. Shepperton, Surrey, UK: Ian Allan Ltd., 1969. ISBN 0-7110-0094-8.
- Donald, David (editor). The Encyclopedia of World Aircraft. Leicester: Blitz, 1997. ISBN 1-85605-375-X.
- Jackson, A.J. British Civil Aircraft since 1919: Volume 2. London:Putnam, Second edition 1973. ISBN 0-370-10010-7.